# Bottenwil
Bottenwil es una comuna suiza del cantón de Argovia, ubicada en el distrito de Zofingen. Limita al norte con la comuna de Uerkheim, al este con Staffelbach, al sur con Wiliberg y Wikon (LU), y al oeste con Zofingen.